# Moriera spinosa
Moriera spinosa är en korsblommig växtart som beskrevs av Pierre Edmond Boissier. Moriera spinosa ingår i släktet Moriera och familjen korsblommiga växter. Inga underarter finns listade i Catalogue of Life.